# محمد مصطفى لعبة
محمد مصطفى لعبة هو لاعب كرة طائرة مصري يلعب في نادي الزمالك ومنتخب مصر.

## نادي الزمالك
أنتقل محمد مصطفى لعبة لنادي الزمالك في 2021  لاعب الاهلي السابق قادماً من نادي الاتحاد السكندري لمدة موسمين. فاز مع النادي بلقب الدوري والكأس وقد كان صاحب نقطة الحسم في البطولتين.